# Marsai Martin
Marsai Martin (ur. 14 sierpnia 2004 w Plano) – amerykańska aktorka.

## Życiorys
Martin urodziła się w Plano, w Teksasie. Jej kariera aktorska rozpoczęła się po pokazie glamour. Fotografka dała jej rodzinie zniżkę w zamian za obietnicę ojca, że prześle zdjęcia córki do agencji talentów. Fotografie zostały rozesłane do czterech agencji i jedna natychmiast odezwała się.
W wieku pięciu lat dziewczynka zagrała w swojej pierwszej krajowej reklamie dla Choice Hotel. W 2013 jej rodzina przeniosła się do Los Angeles, aby Martin mogła kontynuować karierę aktorską. 

## Nagrody
- NAACP Image Award: Wybitna aktorka drugoplanowa w serialu komediowym,
- BET YoungStars Award,
- NAACP Image Award for Outstanding Breakthrough Role In A Motion Picture,
- Phenom Award,
- NAACP Image Award: Wybitna aktorka drugoplanowa,
- Wybitna rola w programie lub serialu dziecięcym/młodzieżowym.